# Liste der Monuments historiques in Saint-Didier (Vaucluse)
Die Liste der Monuments historiques in Saint-Didier führt die Monuments historiques in der französischen Gemeinde Saint-Didier auf.

## Liste der Bauwerke
| Bezeichnung                                                                                      | Beschreibung    | Standort                          | Kennzeichnung | Schutzstatus | Datum | Bild           |
| ------------------------------------------------------------------------------------------------ | --------------- | --------------------------------- | ------------- | ------------ | ----- | -------------- |
| Fontaine de Saint-Didier                                                                         | 1685 gebaut     | Place de l’Église (Lage)          | PA00082149    | Inscrit      | 1949  | weitere Bilder |
| Kirche St-Didier de Saint-Didier Wandelgang, Kirchturm                                           |                 | (Lage)                            | PA00082147    | Inscrit      | 1973  | weitere Bilder |
| Kloster Ste-Garde-des-Champs Kapelle, Klostergebäude, Eingangstor, Nische, Fassade, Dach, Statue | 19. Jahrhundert | 141 chemin de Sainte-Garde (Lage) | PA00082148    | Inscrit      | 1981  | weitere Bilder |
| Schloss Thézan Hof, Vorhalle, Schornstein, Salon, Fassade, Treppe, Dach, Innendekor              |                 | (Lage)                            | PA00082146    | Inscrit      | 1975  | weitere Bilder |

## Liste der Objekte
| Bezeichnung                                                                                                | Beschreibung | Standort                                                  | Kennzeichnung | Schutzstatus | Datum | Bild           |
| --- | --- | --------------------------------------------------------- | ------------- | ------------ | ----- | -------------- |
| Altar, Retabel, Baldachin, Tabernakel, Gemälde: Saint Didier und Saint Paul zu Füßen der heiligen Jungfrau | 18. Jahrhundert | Kirche St-Didier Chor (Lage)                              | PM84000523    | Classé       | 1967  | weitere Bilder |
| Altar, Retabel, zwei Reliquiare: Saint Honoré und Saint Ignace                                             | 18. Jahrhundert, an den Seiten des Retabels zwei medaillonförmige Gemälde mit bärtigen Heiligen                            | Kirche St-Didier Sacré-Coeur-Kapelle (Lage)               | PM84000525    | Classé       | 1967  |                |
| Kanzel | 17. Jahrhundert, aus Holz geschnitzt                                                                                       | Kirche St-Didier (Lage)                                   | PM84000520    | Classé       | 1907  |                |
| Zwei Reliquiare                                                                                            | zwei ähnliche Reliquiaren aus dem 18. Jahrhundert mit Heiligenstatuen unter Engelsköpfen.                                  | Kirche St-Didier (Lage)                                   | PM84000522    | Classé       | 1967  |                |
| Reliquienstatue des Saint Didier                                                                           | vergoldete Holzstatue aus dem 18. Jahrhundert                                                                              | Kirche St-Didier Nische im Retabel des Hauptaltars (Lage) | PM84000526    | Classé       | 1967  |                |
| Reliquienstatue des Saint Pierre                                                                           | Die vergoldete Holzstatue aus dem 18. Jahrhundert ruht auf einem Reliquiensockel.                                          | Kirche St-Didier Nische im Retabel des Hauptaltars (Lage) | PM84000521    | Classé       | 1967  |                |
| Statue des Saint Marc                                                                                      | Beliebte Prozessionsstatue aus dem 17. Jahrhundert mit buntem Reliquiensockel, der von Weintrauben umgeben ist.            | Kirche St-Didier Westliche Empore (Lage)                  | PM84000524    | Classé       | 1967  |                |
| Wandleuchter                                                                                               | Der schmiedeeiserne Leuchter aus dem 18. Jahrhundert endet mit dem Kopf eines Hahns, dessen Schnabel das ewige Licht hält. | Kirche St-Didier Säule des Chores, Evangelienseite (Lage) | PM84000527    | Classé       | 1967  |                |